# Ibrahima Kassory Fofana
Pour les articles homonymes, voir Fofana.
Ibrahima Kassory Fofana, né le 15 avril 1954 à Forécariah en Basse-Guinée, est un économiste et homme d'État guinéen. Il est Premier ministre de Guinée du 21 mai 2018 jusqu'au 5 septembre 2021.
Il occupe plusieurs postes stratégiques au sein de l’administration guinéenne, dont celui de ministre d’État à la Présidence chargé des questions d’investissements et des partenariats public-privé sous la présidence d'Alpha Condé, ministre de l’Économie et des Finances, ministre du Budget et de la Restructuration du secteur parapublic et administrateur des grands projets sous la présidence de Lansana Conté.

## Biographie
Ibrahima Kassory Fofana naît à Forécariah dans une famille de paysan de la lignée d’imams de mosquée, fils de Fodé Mohamed Fofana et de Hadja Nana Touré. Il est diplômé de la faculté de comptabilité de l’université de Conakry.

## Parcours professionnel
Ibrahima Kassory Fofana intègre en 1978 le bureau d’études du ministère de la coopération internationale en tant que directeur adjoint. Il gravit par la suite plusieurs échelons au ministère du plan et de la coopération pour devenir directeur général de la coopération internationale en 1986 et directeur général des investissements publics en 1991.
En parallèle, il est gouverneur pour la Guinée de la Banque africaine de développement de 1996 à 2000 et administrateur pour la Guinée du Fonds monétaire international de 1998 à 2000. Il est également membre du Conseil d’administration de nombreuses sociétés privées et publiques guinéennes.

## Parcours politique

### Ministre sous Lansana Conté
Ibrahima Kassory Fofana connait une ascension fulgurante dans le premier cercle du président Lansana Conté, sur lequel il jouit d’une grande influence. En 1994, il est ministre sans portefeuille à la présidence, administrateur des grands projets auprès de Lansana Conté. Il a notamment la charge de restructurer les entreprises publiques pour accompagner la réorientation de l’économie guinéenne du modèle socialiste vers le modèle libéral. Il devient en 1996 ministre du budget et de la restructuration du secteur parapublic dans le gouvernement de Sidya Touré.
Il est en 1997, ministre de l’Économie et des Finances, un poste qu’il occupera jusqu’en 2000. Il gère alors la reprise des relations avec le FMI et la Banque mondiale et met en œuvre le programme d’ajustement structurel de la Guinée. Il initie également un programme de lutte anti-corruption, une première en Guinée, qui aboutit à des arrestations et traduction en justice des cadres concernés, et un programme d’assainissement du fichier de la fonction publique qui permettra des milliards de francs guinéens d’économie sur la masse salariale du trésor public.

### Exil aux États-Unis
En 2000 il quitte le gouvernement pour des raisons diversement interprétées : conflit avec l’armée autour des dépenses de celle-ci, manipulation orchestrée contre lui par l’entourage de Lansana Conté. Il décide de partir à l’étranger, au Sénégal d’abord puis aux États-Unis.

### Élection présidentielle de 2010
En 2009, sous la transition militaire après la mort de Lansana Conté, il rentre à Conakry et crée le parti Guinée pour tous (GPT), qui se distingue dans le paysage politique guinéen par son refus catégorique du communautarisme ethnique. Un des 24 candidats à la première élection présidentielle démocratique guinéenne de 2010, il présente un programme axé notamment sur l’amélioration de la gouvernance, la décentralisation et l’intégration régionale, en se classant onzième au premier tour avec 0,66 % des suffrages. Il choisit au second tour de voter en faveur du candidat Alpha Condé, qui remportera le scrutin avec 52,52 % des voix.

### Opposition à Alpha Condé
Quelque temps après, il rompt son alliance avec Condé sur fond de désaccords autour du dispositif contesté de l’organisation des premières élections législatives démocratiques du pays. Il lutte aux côtés de l’opposition pour la tenue des législatives transparentes et prend part aux manifestations de rue.

### Partenaire de coalition du RPG
Au lendemain des élections législatives de septembre 2013, où GPT obtient un siège sur les 114, il se rapproche à nouveau d’Alpha Condé qui le sollicite pour l‘aider au redressement économique du pays. Il décide de faire une « alliance utile » en rejoignant le camp présidentiel,,.
Il devient en 2014 ministre d’État auprès du président Alpha Condé chargé des questions d’investissement et des partenariats public-privé (PPP). À ce poste stratégique nouvellement créé au sein de la présidence, il coordonne les efforts déployés dans le pays et à l’étranger pour mobiliser les ressources nécessaires aux investissements prioritaires. Il est notamment à l’origine de la diversification des partenariats vers les pays émergents, comme la Chine, auprès de laquelle il obtient 20 milliards de dollars d’investissements.
Il est directeur de campagne d’Alpha Condé à l’élection présidentielle d’octobre 2015, son parti GPT ne présentant pas de candidat. Il évoque une alliance non pas « de circonstance, mais celle de la raison ».
En mai 2018, il dissout son parti GPT et rejoint la formation présidentielle RPG-Arc-en-Ciel.

### Premier ministre
Le 21 mai 2018, Ibrahima Kassory Fofana est nommé Premier ministre de la Guinée par le président Alpha Condé.
Dans un contexte sociopolitique marqué par des manifestations de l’opposition entachées de violence, il interdit les manifestations et met en place un dispositif sécuritaire renforcé, déclarant qu’« entre l’ordre et la loi, [il] préfère l’ordre »,.
Avec le mandat de mettre l’accent de l’action gouvernementale sur le social et un meilleur partage des fruits de la croissance, il déclare vouloir « une croissance qui se mange » et met en œuvre un programme ambitieux de réduction de la pauvreté, se fixe pour objectif de sortir de l’extrême pauvreté 40% des Guinéens d’ici 2025, soit environ 6 millions de personnes,,,.
Pour dégager des marges budgétaires nécessaires, il initie une réforme de la gouvernance fiscale et vise à relever le taux de pression fiscale de 13,5% jusqu’à 20% d’ici 2025,.
Son gouvernement affecte 15% des recettes minières perçues par l’Etat à l’ensemble des communes du pays avec la mise en œuvre effective d’un fonds de développement local,.
Ibrahima Kassory Fofana est confirmé dans ses fonctions de Premier ministre le 15 janvier 2021 après la réélection d'Alpha Condé, dont il dirige la campagne, pour un troisième mandat contesté,. Des tensions entre les deux hommes sont néanmoins rapportées, jusqu’à donner Ibrahima Kassory Fofana pour démissionnaire : réputé réformateur, il n’apprécie pas la gouvernance solitaire d’Alpha Condé qui lui laisserait peu de marge de manœuvre dans la gestion du pays,,,,.
Le 5 septembre 2021, le gouvernement de Ibrahima Kassory Fofana et toutes les institutions du pays sont dissouts par des militaires putschistes à l’issue d’un coup d’Etat qui renverse le président Alpha Condé,.

### Président du RPG-Arc-en-ciel
Six mois plus tard, Ibrahima Kassory Fofana prend les rênes du RPG-Arc-en-ciel en tant que président du « conseil exécutif provisoire » de l’ancien parti au pouvoir. Cette désignation intervient le 8 mars 2022, et Fofana est installé le 31 mars suivant,,.

## Emprisonnement
Poursuivi pour des faits présumés d'enrichissement illicite et de détournements de deniers publics, Ibrahima Kassory Fofana est mis sous mandat de dépôt à la Maison centrale de Conakry le 6 avril 2022 après trois jours d’interrogatoire par la cour de répression des infractions économiques et financières (CRIEF),.
Le 19 mai 2022, il devait être libéré avec une amende de vingt milliards de francs guinéens et placé sous contrôle judiciaire, mais le procureur de la CRIEF s’oppose à sa libération.
En novembre 2022, Fofana, toujours en détention, est poursuivi avec environ 180 membres du régime d'Alpha Condé, pour « corruption, enrichissement illicite, blanchiment d’argent, faux et usage de faux en écriture publique, détournement de deniers publics et complicité »,.
Le 11 décembre 2024, la chambre de jugement de la Cour de répression des infractions économiques et financières (CRIEF) a pris la décision de lui transférer, dans un centre spécialisé pour une meilleure prise en charge médicale,. Le 15 janvier 2025, la cour a rejeté la demande de son avocat, Maître Sidiki Bérété en dépit du refus de Kassory de comparaître aux audiences. Lors du procès du 20 janvier 2025, le procureur spécial, Aly Touré a requis 5 ans de prison et le paiement d’une amende de 5 milliards GNF.
Le 27 février 2025, Ibrahima Kassory Fofana est condamnée, à cinq ans de prison ferme par la Cour de répression des infractions économiques et financières (Crief). Ibrahima Kassory Fofana est reconnu coupable d’enrichissement illicite, de détournement de deniers publics et de blanchiment de capitaux. En plus de sa peine de prison, Ibrahima Kassory Fofana est notamment condamné à payé une amende de 220 000 €,.

## Vie personnelle
Ibrahima Kassory Fofana est marié et père de famille.